# Trassetjärnen
Trassetjärnen är en sjö i Sollefteå kommun i Ångermanland och ingår i Ångermanälvens huvudavrinningsområde. Sjöns area är 0,007 kvadratkilometer och den befinner sig 55 meter över havet.